# Pyronia lesoudiera
Pyronia lesoudiera är en fjärilsart som beskrevs av Le Moult 1938. Pyronia lesoudiera ingår i släktet Pyronia och familjen praktfjärilar. Inga underarter finns listade.